# Hrastje (Šentjur, Slovenija)
Hrastje je naselje u slovenskoj Općini Šentjuru. Hrastje se nalazi u pokrajini Štajerskoj i statističkoj regiji Savinjskoj. 

## Stanovništvo
Prema popisu stanovništva iz 2002. godine naselje je imalo 145 stanovnika.